# Forme (psychologie)
Pour les articles homonymes, voir Forme.
En psychologie, une forme est le résultat de l'intégration des informations sensorielles sur l'apparence instantanée de l'objet. C'est à ce niveau que le sujet est amené à identifier et à discriminer.
Le concept de forme a été étendu par la théorie de la Gestalt ou psychologie de la forme : la forme est détachée de ses connotations visuelle et superficielle pour être entendue comme une configuration relative d'éléments semblables ou apparentés ; configuration qui une fois rencontrée et identifiée dans un contexte donné joue un rôle central dans la plupart des processus.